# Elysius pachycera
Elysius pachycera är en fjärilsart som beskrevs av Adalbert Seitz 1922. Elysius pachycera ingår i släktet Elysius och familjen björnspinnare. Inga underarter finns listade i Catalogue of Life.